# Élan (sang)
"Élan" er en sang fra 2015 af det symnfoniske metalband Nightwish fra Finland. Det er den første single fra deres ottende studiealbum Endless Forms Most Beautiful. Sangen er den første af gruppens sange, der har deres hollandske forsanger Floor Jansen med på vokal, og det er også den første hvor Troy Donockley medvirker som fuldgyldigt medlem, og Kai Hahto som en midlertidig erstatning for Jukka Nevalainen.
Sangen blev annonceret den 8. december 2014 på bandets officielle hjemmeside. Ifølge keyboardspiller og sangskriver Tuomas Holopainen er sangen "en vidunder teaser for studiealbummet, der giver en smagsprøve, men afslører meget lidt om den egentlige storslåede rejse der kommer." Musikvideoen indeholder adskillige berømte finske skuespillere og blev "inspireret af ufortalte historier om forladte steder rundt om i Finland".
Singlen indeholder B-siden "Sagan", som et bonustrack, der ikke udkom på Endless Forms Most Beautiful. Sangen er om astrofysiker og videnskabsformidler Carl Sagan. Tuomas har udtalt at bandet havde planer om at inkludere sangen på albummet, men at det i så fald ville komme over de 80 minutters spilletid, som en normal CD kan indeholde, og at de derfor valgt at udelade det.

## Spor
CD version
| #  | Titel | Længde |
| -- | --- | ------ |
| 1. | "Élan" | 4:48   |
| 2. | "Sagan" (Eksklusivt bonustrack på singlen He commented: "The underlying theme of the song is nothing less than the meaning of life, which can be something different for all of us. It's important to surrender yourself to the occasional 'free fall' and not to fear the path less travelled by.") | 4:45   |
| 3. | "Élan" (Alternativ version) | 4:25   |
| 4. | "Élan" (Radio version) | 4:01   |

Vinyl version
| 1. | "Élan"                                     | 4:48 |
| 2. | "Sagan" (Eksklusivt bonustrack på singlen) | 4:45 |

| 3. | "Élan" (Alternativ version) | 4:25 |
| 4. | "Élan" (Radio version)      | 4:01 |

## Hitlister
| Chart (2015)                      | Peak position |
| --------------------------------- | ------------- |
| Østrig (Ö3 Austria Top 40)        | 53            |
| Finland (Suomen virallinen lista) | 3             |
| Frankrig (SNEP)                   | 200           |
| Tyskland (Official German Charts) | 33            |
| Schweiz (Schweizer Hitparade)     | 33            |